# Martinimarkt
Der Martinimarkt oder auch Martinsmarkt ist ein im gesamten deutschen Sprachraum verbreiteter Jahrmarkt, der um den 11. November (Martinstag) stattfindet. Martinimärkte gehen auf das mittelalterliche Marktrecht zurück. Einen Jahrmarkt abzuhalten bedurfte einer zusätzlichen Genehmigung, die nicht durch das reine Marktrecht abgedeckt war.

## Hintergrund
Der Festtag des heiligen Martin von Tours markiert den Beginn des bäuerlichen Jahreslaufs, an diesem Tag wurden Zinsen und Zehnten fällig, außerdem wurden Verträge (Dienstverhältnisse, Pachtverträge) gekündigt und neu geschlossen. An diesem Tag hat man sich häufig von „unnützen Essern“ getrennt, Schweine und Gänse wurden geschlachtet. Knechten und Mägden wurde gekündigt, sie wurden ausgezahlt oder neu eingestellt und bekamen dann ein Handgeld. Nicht von ungefähr betont die Kirche, dass der heilige Martin ein mildtätig Gebender war. Vielerorts war es Brauch, dass Kinder von Haus zu Haus ziehen und um Gaben bitten.
Am Martinstag war also in vieler Hinsicht Zahltag. Dieser Tag wurde von der ländlichen Bevölkerung genutzt, um sich vor dem Wintereinbruch mit den Dingen des periodischen Bedarfs wie Wäsche, Schuhe und Werkzeug einzudecken oder Produkte und Waren zu verkaufen. Heutzutage ist der Martinimarkt in vielen Städten ein Volksfest.
Im Mittelelbischen Wörterbuch heißt es:

„Martinimarkt – in der Zeit um Martini stattfindender Jahrmarkt, in einigen Orten (z.B. Gardelegen, Klötze) bedeutendster Markt des Jahres“

In des Schweiz gab es ebenfalls den Brauch der Martinimärkte und auch dort war es ein Zinstag. So wurde über den Markt in Muri im Jahr 1897 geschrieben:

„An diesem Tage hält Muri den sog. ‚Martiniraert‘ [Martinimarkt] ab, der meist gut besucht wird, besonders von Baumzüchtern, indem er noch mit einem ‚Baum-Mert‘ [Obstbaummarkt] verbunden ist.
Martini ist der Zinstag der Bauern. […] Wer früher auf diesen Tag zinsen musste, hatte sein Korn gedroschen und die Frucht verkauft. Beim Erlegen des Zinses erhielt er je nach der Höhe desselben einen gewissen Betrag (5 Batzen bis 1 Franken) davon wieder zurück; man nannte dies ‚Zeisschillig‘ [Zinsschilling].“

Ähnlich war es auch in anderen Gegenden. In Dornbirn war der Martinitag bis nach 1900 der „Zinstag“, an dem die Schuldner ihren Zins zahlen mussten. Wer diesen pünktlich entrichtete, bekam den sogenannten „Zinsgroschen“ zurück, einen Teil gezahlten Betrages. Zudem gab es über das Jahr weitere Zinstage zu Lichtmess (2. Februar), Georgi (23. April) und Jakobi (25. Juli). Der Dornbirn-Markt wurde zu Martini abgehalten.

## Jahrmarktrechte
Bereits in einer Urkunde aus dem Jahr 1035 geht hervor, dass das Jahrmarktrecht mit einem besonderen Schutz und einer Friedenspflicht verbunden war. Das Recht, einen Jahrmarkt abzuhalten, konnte durch Bischöfe, Fürsten, Grafen, Herzöge, Könige oder Kaiser gewährt werden und wurde manchmal durch päpstliche Gesandte bestätigt. Es konnte zudem einige Annehmlichkeiten (oder einen für Jahrmärkte besonderen Schutz) mit sich bringen, so ist aus einer Urkunde aus dem Jahr 1475 für die Stadt Neuss festgehalten worden, dass ihr durch Kaiser Friedrich III. das Recht erteilt wurde, zu den bisher vier Jahrmärkten am Tage des St. Martin noch einen fünften abzuhalten. Das Recht beinhaltete, dass an vier Tagen vor und vier Tagen danach für jeden, der den Jahrmarkt besuchte, Geleit, Friede, Freiheit und Sicherheit gewährt werden sollen. Zudem wurde es allen Städten, die in einem Umkreis von zwei Meilen von Neuss lagen, verboten, ihrerseits in dieser Zeit Jahrmärkte abzuhalten. Ein anderes Beispiel ist der Martinimarkt in Tann. Am 15. Oktober 1481 wurde dem Ort durch Herzog Georg das Recht verliehen, von nun an in jedem Jahr am Sonntag nach Martini zusätzlich zu den anderen Märkten einen Jahrmarkt abzuhalten. Bereits 1459 hatte Marktoberdorf das Recht erhalten, an zwei Tagen im Jahr einen Jahrmarkt abzuhalten, neben dem Martinstag war dies der Urbanstag (25. Mai).